# Consolat d'Etiòpia a Barcelona
El Consolat Honorari d'Etiòpia a Barcelona és la missió diplomàtica d'Etiòpia a la ciutat de Barcelona. La seva seu és al número 447 de l'avinguda Diagonal, al districte de l'Eixample de Barcelona. Des del 31 de gener de 2020, el cònsol honorari és Javier Pérez Farguell.